# Susanne Rosengren
Susanne Rosengren (Skerike, 24 giugno 1962) è un'ex cestista svedese.

## Carriera
Con la Svezia ha disputato due edizioni dei Campionati europei (1981, 1987).